# Oxynoemacheilus angorae
Oxynemacheilus angorae là một loài cá vây tia thuộc họ Nemacheilidae (trước đây là phân họ Nemacheilinae trong họ Balitoridae). Loài này có ở Israel, Jordan, Liban, Syria, và Thổ Nhĩ Kỳ.